# HMS Royal Sovereign (05)
El HMS Royal Sovereign (05) , fue un acorazado botado por Reino Unido durante la Primera Guerra Mundial para la Marina Real británica, en la que sirvió hasta 1944 en que fue cedido a la Armada Soviética. Pertenecía a la Clase Revenge, también conocida como clase R o clase Royal Sovereign.

## Historia

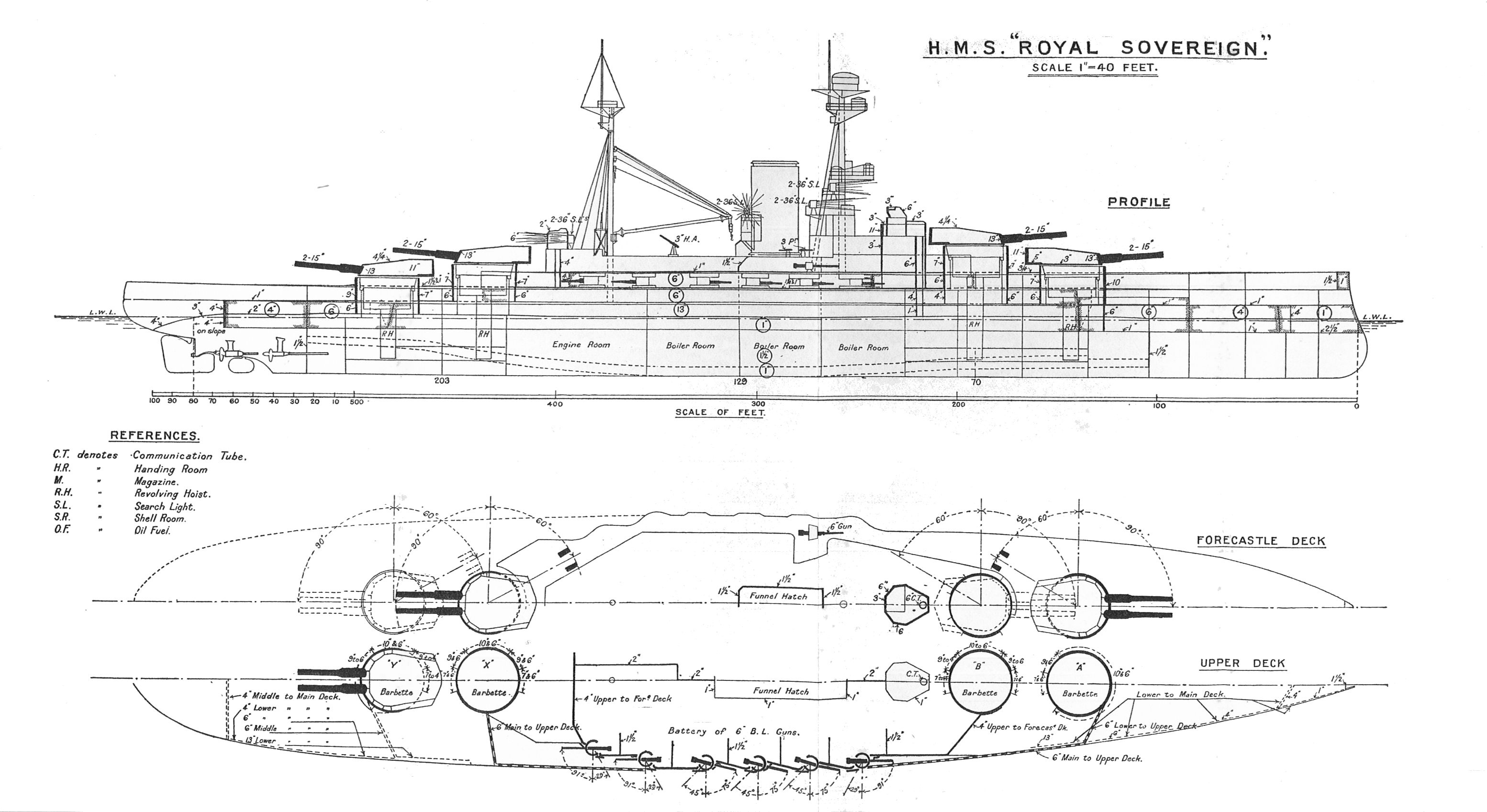
Planos del buque

Veterano del 1º escuadrón de batalla de la Grand Fleet en Scapa Flow, poco modificado, como sus compañeros de clase, el factor velocidad fue el motivo principal para que el Almirantazgo rechazara reconstruirlos o modernizarlos, en el periodo de entreguerras, sólo en la década de los veinte le fueron incorporadas protecciones antitorpedo y, ya en la de los treinta, mejor armamento antiaéreo y una catapulta con hidroavión.
El estallido de la Segunda Guerra Mundial le sorprendió en Scapa Flow. Entre octubre y diciembre de 1939 llevó a cabo labores de protección de convoyes, como buque almirante de la Fuerza de Escolta del Atlántico Norte, con base en Halifax, Canadá. 
Enviado en mayo de 1940 al Mediterráneo tomó parte en julio de 1940 en la Batalla de Punta Stilo librada en aguas de Calabria , con el 1º escuadrón de batalla, aunque no tuvo oportunidad de abrir fuego ya que debido a su baja velocidad, no podía forzar a una lucha decisiva a los acorazados italianos Giulio Cesare y Conte di Cavour. Enviado en agosto nuevamente a su destino de escolta en el Atlántico Norte, abandonó el Mediterráneo en agosto, y estuvo en dique seco en Durban entre los meses de septiembre y octubre para labores de mantenimiento, no llegando a Halifax hasta mediados de diciembre. Desde entonces hasta agosto de 1941 sirvió como buque almirante del 3º escuadrón de batalla, con base en Halifax, y fue sometido a nuevos trabajos de mantenimiento en Norfolk, Virginia, en los meses de mayo y junio de 1941 y en Glasgow, Escocia, entre agosto y octubre, siendo transferido a la Eastern Fleet al terminar los trabajos de mantenimiento. Llegó a Colombo a principios de diciembre de 1941 y permaneció allí con la Eastern Fleet hasta abril de 1942, que fue trasladada a Kilindini (Kenia) junto con los acorazados más viejos de la flota, a los que no se les veía capaces de afrontar una batalla contra los modernos buques japoneses o un ataque aéreo.
Durante todo ese tiempo realizó misiones de escolta a convoyes en el Índico, interrumpido por nuevas labores de mantenimiento y modernización en Filadelfia desde octubre de 1942 a octubre de 1943.
Llegó a Rosyth el 5 de noviembre de 1943 y permaneció en dicho puerto hasta su cesión en préstamo a la Unión Soviética el 30 de mayo de 1944, que lo bautizó con el nombre de Arkhangelsk, siendo el único acorazado de todos los que tomaron parte en la Segunda Guerra Mundial que cambió de bandera en el transcurso del conflicto. 
Partió el 17 de agosto de 1944 y escoltó al convoy JW.59 el 24 de agosto de 1944. 
El Arkhangelsk permaneció inactivo en aguas del Ártico durante el resto del conflicto y fue devuelto por la URSS el 9 de febrero de 1949. Poco después, el 18 de mayo de 1949 sería entregado al desguace.